# Château d'Angers
Château d'Angers, imenovan tudi grad vojvod Anžujskih, je grad v mestu Angers v dolini Loare v departmaju Maine-et-Loire v Franciji. V 9. stoletju so ga ustanovili grofje Anžujski, v 13. stoletju pa so ga razširili na sedanjo velikost. Stoji nad reko Maine. Od leta 1875 je uvrščen na seznam zgodovinskih spomenikov. Château d'Angers je zdaj odprt za javnost in je dom tapiserije Apokalipse.

## Zgodovina
Prvotno je bil Château d'Angers zgrajen kot trdnjava na mestu, kjer so živeli Rimljani, zaradi svoje strateške obrambne lokacije.
V 9. stoletju je škof Angersa dal grofom Anjou dovoljenje za gradnjo gradu v Angersu. Gradnja prvega gradu se je začela pod grofom Fulkom III. (970–1040), ki je bil znan po gradnji desetin gradov, in ga je zgradil, da bi zaščitil Anjoujce pred Normani. V 12. stoletju je postal del anžujskega kraljestva angleških kraljev Plantagenetov. Leta 1204 je regijo osvojil Filip II., novi grad pa je bil zgrajen v času mladoletnosti njegovega vnuka Ludvika IX. ("Sveti Ludvik") v zgodnjem 13. stoletju. Ludvik IX. je obnovil grad iz belega kamna in črnega skrilavca s 17 polkrožnimi stolpi. Gradnja, ki se je začela leta 1234, je stala 4422 liver, kar je približno en odstotek takratnih ocenjenih kraljevih prihodkov. Ludvik je leta 1246 grad podaril svojemu bratu Karlu.
Leta 1352 je kralj Ivan II. Dobri podaril grad svojemu drugemu sinu Ludviku, ki je kasneje postal grof Anjou. Ludvik je bil poročen s hčerko bogatega bretanskega vojvode in je dal grad predelati ter leta 1373 slikarju Hennequinu de Brugesu in pariškemu tkalcu tapiserij Nicolasu Bataillu naročil znamenito tapiserijo Apokalipse. Ludvik II. (sin Ludvika I.) in Yolande Aragonske sta kompleksu dodala kapelo (1405–12) in kraljeve apartmaje. Kapela je sainte chapelle, ime, dano cerkvam, ki vsebujejo relikvije Pasijona. Relikvija v Angersu je bila drobec fragmenta Pravega križa, ki ga je pridobil Ludvik IX.
V zgodnjem 15. stoletju je moral nesrečni dofin, ki je s pomočjo Ivane Orleanske postal kralj Karel VII., pobegniti iz Pariza in dobil zatočišče v Château d' Angers.
Leta 1562 je Katarina Medičejska dala obnoviti grad kot mogočno trdnjavo, vendar je njen sin Henrik III. zmanjšal višino stolpov in dal stolpom in obzidjem odstraniti nasipe; Henrik III. je uporabil grajske kamne za gradnjo ulic in razvoj naselja Angers. Kljub temu je kralj pod grožnjo napadov hugenotov ohranil obrambne zmogljivosti gradu, tako da je postal vojaška postojanka in da je na zgornje terase dvorca namestil topništvo. Konec 18. stoletja je kot vojaška posadka pokazala svojo vrednost, ko je njeno debelo obzidje zdržalo množično obstreljevanje topov vendeejske vojske. Ker niso mogli storiti ničesar drugega, so zavojevalci preprosto obupali.
V gradu je bila ustanovljena vojaška akademija za usposabljanje mladih častnikov v vojnih strategijah. Arthur Wellesley, 1. vojvoda Wellingtonski, najbolj znan po sodelovanju pri porazu Napoleona Bonaparta v bitki pri Waterlooju, se je usposabljal na vojaški akademiji v Angersu. Akademijo so preselili v Saumur, grad pa so do konca 19. stoletja uporabljali kot zapor, smodnišnico in vojašnico.

## Sodobnost
Grad se je še naprej uporabljal kot orožarna skozi prvo  in drugo svetovno vojno. Med drugo svetovno vojno so ga nacisti močno poškodovali, ko je eksplodiralo skladišče streliva v gradu.
10. januarja 2009 je grad močno poškodoval nenamerni požar zaradi kratkega stika. Royal Logis, ki vsebuje stare knjige in upravne pisarne, je bil najbolj poškodovan del dvorca, zaradi česar je 400 kvadratnih metrov strehe popolnoma zgorelo. Tapiserija Apokalipse ni bila poškodovana. Skupna škoda je ocenjena na 2 milijona evrov. Po besedah ministrice za kulturo Christine Albanel je bil pričakovani datum zaključka obnove drugo trimesečje leta 2009.
Danes je ogromen, strog grad, ki je v lasti mesta Angers, spremenjen v muzej, v katerem je najstarejša in največja zbirka srednjeveških tapiserij na svetu, z "Tapiserijo Apokalipse" iz 14. stoletja kot enim njegovih neprecenljivih zakladov. Kot poklon njegovi trdnosti gradu nikoli v zgodovini ni zavzela nobena invazivna sila.

## Opis
Splošna zunanja podoba trdnjave izvira skoraj v celoti iz časa Ludvika IX. in na monumentalen način spominja na vojaško vlogo gradu. Po drugi strani pa notranjost in poznejše stavbe dvora, zgrajenega med Ludvikom I. Anžujskim in kraljem Renéjem, spominjajo na rezidenčno vlogo anžujskega dvora med 14. in 15. stoletjem.
Grad stoji na trapezasto oblikovani skrilasti skali, utrjeni že v rimskih časih. Njeno severozahodno dno, široko 140 m, strmo obdaja reko Maine, medtem ko se njegove daljše stranice pogrezajo do 180 m pravokotno nanj. Na severovzhodni in vzhodni strani je branjen z umetnim jarkom širine 30 m. Na jugozahodu naravna kotanja omejuje utrjeno območje.
Zunanje obzidje je debelo 3 metre, razteza se približno 660 m in je zaščiteno s sedemnajstimi masivnimi stolpi. Vsak od obodnih stolpov meri 18 m v premeru. Dvorec pokriva površino 20.000 kvadratnih metrov.  Dva para stolpov tvorita mestni in kopni vhod v dvorec. Vsak od stolpov je bil nekoč visok 40 metrov, vendar so jih kasneje znižali za uporabo topniškega orožja. Tour du Moulin je edini stolp, ki ohranja prvotno višino.
Porte des Champs, postavljena malo pred letom 1230, ki se odpirajo na zahodni strani gradu, so zagotovila povezavo med slednjim in zunanjostjo mesta. So najprivlačnejša arhitekturna prvina gradu. Njihova zunanja obloga je v dveh tretjinah prekrita z kamnom. Zadnja tretjina se izmenjuje med plastmi naravnega kamna in plastmi skrilavca.
Dva mogočna stolpa obdajata vhodna vrata, ki so omogočala dostop po fiksni brvi, nato pa po dvižnem mostu, ki ga je morala upravljati ena sama veriga iz odprtine nad vrati. Vhod je bil tedaj varovan z nizom štirih strelnic (po dve na vsaki strani), ki se končujejo v samem nivoju vhoda. Proč od vhoda je obokana soba iz 13. stoletja, stražarnica, ki je zdaj guvernerjeva rezidenca. Notranjost stolpov je sestavljena iz treh obokanih prostorov, ki počivajo na šestih bazah. Ti so bolj dovršeni kot na drugih stolpih trdnjave in predstavljajo obraze ali rastlinske motive. V 16. stoletju so pred vrati zgradili barbakan.
Mestna vrata (La porte de la Ville) so nekoč omogočala komunikacijo med gradom in mestom. Manj lepe konstrukcije kot Porte des Champs, so v bistvu sestavljena iz skrilavca in prekinjena z vrstami iz kamna. Mestna vrata sestavljata dva okrogla stolpa, ki obkrožata vhod. Ta prehod je bil spremenjen v 15. ali 16. stoletju, da bi lahko opremili dva dvižna mostova: enega z dvojno površino za furmanski prehod in drugega za pešce.
Njihova obramba je bila podobna Porte des Champs. Več strelnic varuje vhod, nekatere so bile spremenjene v odprtine za topove.
- La porte des Champs
- Mestna vrata, trenutni vhod v grad Angers
- Konstrukcija dvižnega mostu.
- Notranji vrtovi na gradu
- Châtelet nadzoruje dostop do notranjih delov

Vrtni jarki so bili izkopani takoj, ko je bila trdnjava zgrajena v času vladavine svetega Ludvika. Na jugu so nato ločili grad - zgrajen na istoimenskem hribu - od Faubourg de l'Esvière. Na severu so postavili mejo med mestom in gradom. Povečali so jih v 14. in nato v 16. stoletju. Tam sta dva vodnjaka: eden na vzhodu, drugi na severu. Čeprav ob vznožju gradu teče reka Maine, o zasipavanju jarkov, predvsem zaradi neravnega terena, nikoli ni bilo govora.
Pod kraljem Renéjem bi bili jarki spremenjeni v prostor za vodenje turnirjev, ki jih je vojvoda tako zelo cenil. V 18. stoletju so bili v jarkih urejeni parki in zelenjavni vrtovi. Mesto Angers je postalo najemnik jarkov leta 1912. Od leta 1936 do 1999 so se tam naselile košute in damjaki. Danes so jarki spremenjeni v vrtove.
Velika grofovska dvorana v Château d'Angers je iz 10. stoletja. Je slavnostna dvorana, kjer se je izvajala grofovska oblast. Prvo sobo, veliko 300 m² (25 × 12 metrov), so povečali v 11. stoletju in končno dosegli 480 m² (40 × 12 metrov). V 12. stoletju, okoli leta 1130, verjetno po požaru leta 1131, so veliko dvorano preoblikovali z oblikovanjem majhnih polkrožnih obokov in prebadanjem sedanjih vrat, prav tako polkrožnih, okrašenih z ribjo kostjo. Stara karolinška avla je bila v drugi polovici 14. stoletja ponovno predelana za vojvodo Anžujskega: preluknjanih je bilo pet oken z dvojnimi oporniki, opremljenih z poličkami za sedenje. Med temi velikimi okni so prebodeni majhni oboki. Na zatrepu je postavljen monumentalen kamin. Ohranjena so vrata iz 12. stoletja. Zapisi iz leta 1370 omenjajo na strani Maine vgradnjo oken in dimnikov.
Kapela pod imenom Sainte-Geneviève je na tem mestu verjetno obstajala že pred koncem 9. stoletja, saj je približno v tem času prejela relikvije škofa Coutancesa Lauda, ki ji je dal ime Kapela Saint-Lauda.
Okoli leta 1060 je anžujski grof Geoffroy Martel ustanovil kapitelj kanonikov, da bi tam zagotovil bogoslužje. Kapela je bila prvič uničena v začetku 12. stoletja, ponovno jo je zgradil in posvetil angerski škof Renaud de Martigné 8. junija 1104. Ponovno je bila uničena v požaru leta 1131 in jo je obnovil Henrik II. Plantagenêt. Čeprav je bila ob rekonstrukciji Château de Saint Louis delno zasuta, je služila kot dvorna kapela do 14. stoletja, ko jo je nadomestila nova kapela, ki jo je zgradila Jolanda Aragonska.
Ostanki kapele so bili odkriti leta 1953 med zemeljskimi deli za Galerie de l'Apocalypse. Trenutna kapela Sainte-Geneviève-Saint-Laud je kapela iz 12. stoletja, zgrajena s pogledom na Maine, vendar zunaj ograjenega prostora iz 13. stoletja. Meri 5t krat 15 metrov in je bila pokrita s kamnitim banjastim obokom. Na severni steni so še vedno stebri z izklesanimi kapiteli. Zdaj je vidna nad koncem galerije Apokalipse.
Logis royal je okoli leta 1410 zgradil Ludvik II. Anžujski. Takrat so stavbe segale vse do strani Maine, da bi se vrnile proti veliki dvorani in tako zapirale dvorišče. Trenutno je ohranjeno samo stanovanje, ki meji na kapelo.